# One Bright Day
One Bright Day – album Ziggy Marley & The Melody Makers wydany w roku 1989. 

## Lista Utworów
1. Black My Story (Not History)
2. One Bright Day
3. Who Will Be There
4. When the Lights Gone Out
5. All Love
6. Look Who's Dancing
7. Justice
8. Love Is the Only Law
9. Pains of Life
10. Urb-an Music
11. Problems
12. All You Got
13. When the Lights Gone Out (Jamaican Stylee)